# 1616 (urgence en mer)
Pour les articles homonymes, voir 1616.
Le 1616 fut en France entre juillet 2004 et 2011 le numéro de téléphone d'urgence qu'il était possible d'appeler pour joindre les centres régionaux opérationnels de surveillance et de sauvetage (CROSS) avec un téléphone mobile depuis la terre pour signaler des personnes en difficulté en mer. 
Depuis le début de la saison estivale 2011, le numéro gratuit le 112 remplace le 1616. Le 1616 n'est plus actif. 
Depuis la fin de l'année 2014, le numéro d’urgence en mer est le 196.

En composant le 196 sur un téléphone portable, l’usager est mis directement en contact avec le CROSS de la zone.